# Індіан-Ренч
Індіан-Ренч (англ. Indian Ranch) — індіанська резервація в Канаді, у провінції Нью-Брансвік, у межах графства Рестігуш.

## Населення
За даними перепису 2016 року, індіанська резервація нараховувала 89 осіб, показавши зростання на 48,3%, порівняно з 2011-м роком. Середня густина населення становила 154,2 осіб/км².
З офіційних мов обидвома одночасно володіли 10 жителів, тільки англійською — 80.
Працездатне населення становило 71,4% усього населення, усі були зайняті.

## Клімат
Середня річна температура становить 3,4°C, середня максимальна – 21,4°C, а середня мінімальна – -18°C. Середня річна кількість опадів – 1 035 мм.
| Клімат поселення                              | Клімат поселення | Клімат поселення | Клімат поселення | Клімат поселення | Клімат поселення | Клімат поселення | Клімат поселення | Клімат поселення | Клімат поселення | Клімат поселення | Клімат поселення | Клімат поселення | Клімат поселення |
| Показник                                      | Січ.             | Лют.             | Бер.             | Квіт.            | Трав.            | Черв.            | Лип.             | Серп.            | Вер.             | Жовт.            | Лист.            | Груд.            |                  |
| Середній максимум, °C                         | −6,32            | −5,06            | 0,51             | 7,41             | 14,31            | 20,05            | 21,35            | 20,51            | 15,49            | 9,55             | 3,31             | −4,43            |                  |
| Середня температура, °C                       | −12,18           | −10,9            | −5,33            | 1,57             | 8,46             | 14,22            | 17,80            | 16,96            | 11,92            | 6,00             | −0,24            | −7,98            |                  |
| Середній мінімум, °C                          | −18              | −16,74           | −11,18           | −4,26            | 2,63             | 8,38             | 14,24            | 13,40            | 8,36             | 2,45             | −3,81            | −11,56           |                  |
| Норма опадів, мм                              | 80               | 59               | 76               | 78               | 90               | 90               | 103              | 101              | 88               | 90               | 89               | 91               |                  |
| Середньомісячна швидкість вітру, м/с          | 4.96             | 4.89             | 4.80             | 4.50             | 4.19             | 3.90             | 3.54             | 3.59             | 3.94             | 4.39             | 4.66             | 4.89             |                  |
| Середньомісячна сонячна радіація, кДж/м²·день | 4799             | 8168             | 12112            | 15608            | 18554            | 20285            | 19641            | 17194            | 12434            | 7605             | 4474             | 3609             |                  |
| --------------------------------------------- | ---------------- | ---------------- | ---------------- | ---------------- | ---------------- | ---------------- | ---------------- | ---------------- | ---------------- | ---------------- | ---------------- | ---------------- | ---------------- |
| Джерело:                                      |                  |                  |                  |                  |                  |                  |                  |                  |                  |                  |                  |                  |                  |